# Panaitōlikos Gymnastikos Filekpaideutikos Syllogos
Il Panaitōlikos Gymnastikos Filekpaideutikos Syllogos (in greco Π.Α.Ε. Παναιτωλικός Γυμναστικός Φιλεκπαιδευτικός Σύλλογος?), conosciuto semplicemente come Panaitolikos o Panetolikos, è una società calcistica greca con sede nella città di Agrinio. Milita nella Souper Ligka Ellada, la massima serie del campionato greco di calcio.

## Storia
Fondato il 9 marzo 1926, è considerato uno dei club storici della Grecia, avendo partecipato finora sei volte nella prima divisione del campionato greco di calcio. Nella stagione 2015-2016 ha militato nella Souper Ligka Ellada.

## Giocatori Celebri
Tra i giocatori più famosi che hanno militato in questo club vi sono Stratos Apostolakīs (96 presenze in nazionale), Petros Michos, Angelos Charisteas e il recordman di presenze e gol senegalese Henri Camara.

## Simboli
Il simbolo del club è il pastore Titormo, antico eroe dell'Etolia, e il loro motto è "Τίτορμος Αιτωλός Ούτος Άλλος Ηρακλής" (L'etoliano Titormo è un altro Ercole).
I giocatori della squadra sono soprannominati "canarini" (Τα καναρίνια) dagli anni 1960, a causa del colore della propria divisa. La mascotte della squadra è un canarino di nome Panetos.

## Palmarès

### Competizioni nazionali
- Football League (Grecia): 2

1974-1975, 2010-2011

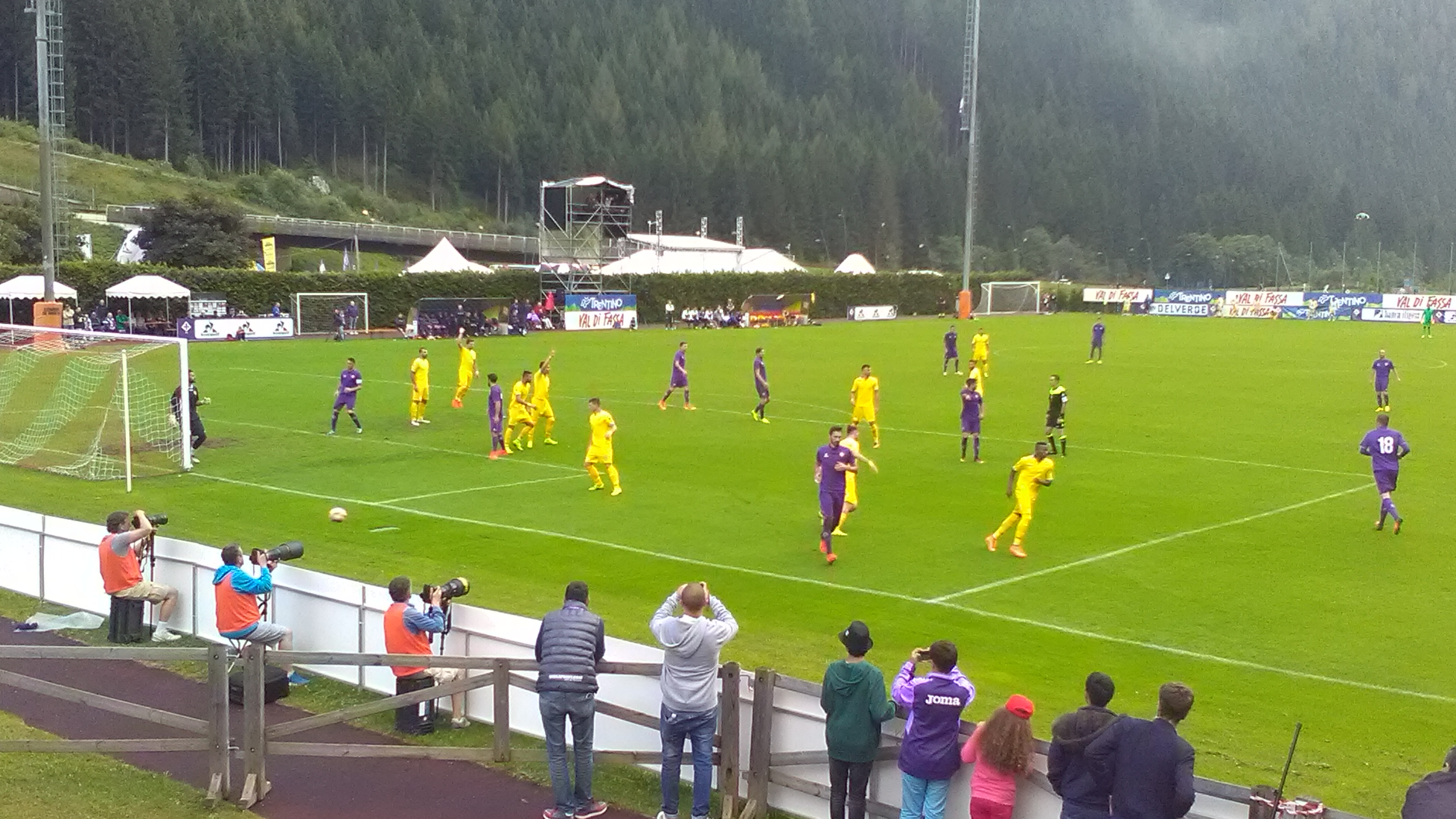
Amichevole prestagione -Panetolikos (3-0) a Moena del 23 luglio 2016.

- Football League 2 (Grecia): 3

1984-1985, 1991-1992, 1995-1996
- Gamma Ethniki: 1

1973 (gruppo 5)
- Delta Ethniki: 2

1988-1989 (gruppo 3), 2003-2004 (gruppo 5)

### Altri piazzamenti
- Coppa di Grecia:

Semifinalista: 2023-2024
- Gamma Ethniki:

Secondo posto: 2008-2009 (gruppo 2)
Terzo posto: 2007-2008 (gruppo 1)
- Delta Ethniki:

Secondo posto: 2002-2003 (gruppo 5)

## Organico

### Rosa 2024-2025
| N. |                      | Ruolo | Calciatore                   |
| -- | -------------------- | ----- | ---------------------------- |
| 1  | Grecia (bandiera)    | P     | Michalis Pardalos            |
| 2  | Grecia (bandiera)    | D     | Michalīs Mpakakīs (capitano) |
| 3  | Grecia (bandiera)    | D     | Chrysovalantis Manos         |
| 4  | Grecia (bandiera)    | D     | Epameinōndas Pantelakīs      |
| 5  | Romania (bandiera)   | D     | Sebastian Mladen             |
| 6  | Grecia (bandiera)    | D     | Marios Oikonomou             |
| 7  | Grecia (bandiera)    | A     | Nikolaos Karelis             |
| 8  | Grecia (bandiera)    | C     | Christos Belevonis           |
| 9  | Grecia (bandiera)    | A     | Andrews Tetteh               |
| 10 | Argentina (bandiera) | C     | Facundo Pérez                |
| 11 | Libano (bandiera)    | D     | Daniel Kuri                  |
| 13 | Argentina (bandiera) | P     | Lucas Cháves                 |
| 15 | Argentina (bandiera) | A     | Sebastián Lomónaco           |
| 16 | Cipro (bandiera)     | D     | Christos Sielīs              |
| 17 | Grecia (bandiera)    | C     | Vasilios Kakionis            |

| N. |                                 | Ruolo | Calciatore         |
| -- | ------------------------------- | ----- | ------------------ |
| 18 | Grecia (bandiera)               | C     | Giannīs Mpouzoukīs |
| 19 | Grecia (bandiera)               | A     | Alexandros Voilis  |
| 20 | Colombia (bandiera)             | C     | Andrés Roa         |
| 21 | Grecia (bandiera)               | P     | Efthymios Papazois |
| 22 | Spagna (bandiera)               | D     | Fermín Ruiz        |
| 23 | Grecia (bandiera)               | C     | Georgios Xenitidis |
| 25 | Paraguay (bandiera)             | C     | Sergio Díaz        |
| 26 | Bosnia ed Erzegovina (bandiera) | D     | Jasmin Čeliković   |
| 32 | Grecia (bandiera)               | P     | Antōnīs Stergiakīs |
| 35 | Grecia (bandiera)               | D     | Charīs Maurias     |
| 45 | Portogallo (bandiera)           | D     | David Galiatsos    |
| 49 | Serbia (bandiera)               | D     | Nikola Stajić      |
| 54 | Grecia (bandiera)               | D     | Giorgos Liavas     |
| 77 | Grecia (bandiera)               | C     | Vangelis Nikolaou  |
| 90 | Argentina (bandiera)            | C     | Franco Baldassarra |

### Rosa 2023-2024
| N. |                       | Ruolo | Calciatore                  |
| -- | --------------------- | ----- | --------------------------- |
| 1  | Grecia (bandiera)     | P     | Stefanos Kapino             |
| 2  | Grecia (bandiera)     | D     | Michalīs Mpakakīs           |
| 5  | Romania (bandiera)    | D     | Sebastian Mladen            |
| 6  | Grecia (bandiera)     | D     | Marios Oikonomou            |
| 7  | Grecia (bandiera)     | A     | Nikolaos Karelis (capitano) |
| 8  | Grecia (bandiera)     | C     | Christos Belevonis          |
| 10 | Venezuela (bandiera)  | C     | Juanpi                      |
| 12 | Grecia (bandiera)     | D     | Īlias Chatzītheodōridīs     |
| 13 | Venezuela (bandiera)  | P     | Joel Graterol               |
| 14 | Portogallo (bandiera) | C     | Frederico Duarte            |
| 18 | Grecia (bandiera)     | C     | Giannīs Mpouzoukīs          |
| 19 | Grecia (bandiera)     | A     | Alexandros Voilis           |
| 22 | Paraguay (bandiera)   | C     | Sergio Díaz                 |
| 23 | Grecia (bandiera)     | C     | Georgios Xenitidis          |
| 24 | Argentina (bandiera)  | D     | Pedro Silva Torrejón        |
| 26 | Argentina (bandiera)  | D     | Bruno Duarte                |

| N. |                       | Ruolo | Calciatore                |
| -- | --------------------- | ----- | ------------------------- |
| 27 | Georgia (bandiera)    | A     | Levan Shengelia           |
| 32 | Grecia (bandiera)     | P     | Antōnīs Stergiakīs        |
| 34 | Argentina (bandiera)  | C     | Facundo Pérez             |
| 35 | Grecia (bandiera)     | C     | Charīs Maurias            |
| 37 | Grecia (bandiera)     | C     | Angelos Tsingaras         |
| 45 | Portogallo (bandiera) | A     | João Pedro                |
| 47 | Grecia (bandiera)     | D     | Alexandros Malis          |
| 49 | Serbia (bandiera)     | D     | Nikola Stajić             |
| 54 | Grecia (bandiera)     | D     | Giorgos Liavas            |
| 55 | Grecia (bandiera)     | D     | Panagiotis Anastasopoulos |
| 65 | Grecia (bandiera)     | C     | Sotiris Kontouris         |
| 77 | Grecia (bandiera)     | C     | Vangelis Nikolaou         |
| 80 | Argentina (bandiera)  | C     | Franco Baldassarra        |
|    | Argentina (bandiera)  | P     | Lucas Cháves              |
|    | Georgia (bandiera)    | D     | Jemal Tabidze             |
|    | Cipro (bandiera)      | D     | Christos Sielīs           |

### Rosa 2022-2023
| N. |                           | Ruolo | Calciatore               |
| -- | ------------------------- | ----- | ------------------------ |
| 1  | Grecia (bandiera)         | P     | Giannīs Anestīs          |
| 2  | Grecia (bandiera)         | D     | Kōnstantinos Apostolakīs |
| 3  | Grecia (bandiera)         | D     | Diamantīs Chouchoumīs    |
| 4  | Nigeria (bandiera)        | C     | Afeez Nosiru             |
| 5  | Romania (bandiera)        | D     | Sebastian Mladen         |
| 6  | Grecia (bandiera)         | D     | Michalīs Mpakakīs        |
| 7  | Grecia (bandiera)         | A     | Nikolaos Karelis         |
| 9  | Portogallo (bandiera)     | A     | João Pedro               |
| 10 | Costa d'Avorio (bandiera) | C     | Nadrey Dago              |
| 11 | Uruguay (bandiera)        | C     | Jorge Díaz (capitano)    |
| 12 | Grecia (bandiera)         | D     | Īlias Chatzītheodōridīs  |
| 13 | Venezuela (bandiera)      | P     | Joel Graterol            |
| 14 | Portogallo (bandiera)     | C     | Frederico Duarte         |
| 16 | Svezia (bandiera)         | D     | Jacob Une Larsson        |
| 17 | Svezia (bandiera)         | C     | Johan Mårtensson         |
| 18 | Grecia (bandiera)         | C     | Giannīs Mpouzoukīs       |

| N. |                         | Ruolo | Calciatore                |
| -- | ----------------------- | ----- | ------------------------- |
| 19 | Grecia (bandiera)       | A     | Alexandros Voilis         |
| 21 | Venezuela (bandiera)    | C     | Juanpi                    |
| 22 | Grecia (bandiera)       | C     | Dīmītrīs Kolovos          |
| 23 | Grecia (bandiera)       | C     | Georgios Xenitidis        |
| 25 | Sierra Leone (bandiera) | A     | Jonathan Morsay           |
| 27 | Georgia (bandiera)      | A     | Levan Shengelia           |
| 31 | Grecia (bandiera)       | P     | Sotirios Ragias           |
| 32 | Grecia (bandiera)       | P     | Antōnīs Stergiakīs        |
| 37 | Grecia (bandiera)       | C     | Angelos Tsingaras         |
| 47 | Grecia (bandiera)       | D     | Alexandros Malis          |
| 49 | Serbia (bandiera)       | D     | Nikola Stajić             |
| 54 | Grecia (bandiera)       | D     | Giorgos Liavas            |
| 55 | Grecia (bandiera)       | D     | Panagiotis Anastasopoulos |
| 77 | Grecia (bandiera)       | C     | Vangelis Nikolaou         |
| 99 | Grecia (bandiera)       | P     | Vangelis Kontogiannis     |
|    | Grecia (bandiera)       | D     | Marios Oikonomou          |

### Rosa 2021-2022
| N. |                       | Ruolo | Calciatore               |
| -- | --------------------- | ----- | ------------------------ |
| 1  | Argentina (bandiera)  | P     | Diego Rodríguez          |
| 2  | Grecia (bandiera)     | D     | Kōnstantinos Apostolakīs |
| 3  | Grecia (bandiera)     | D     | Diamantīs Chouchoumīs    |
| 4  | Francia (bandiera)    | C     | Fabien Antunes           |
| 5  | Croazia (bandiera)    | D     | Branko Vrgoc             |
| 7  | Grecia (bandiera)     | A     | Nikolaos Karelis         |
| 8  | Argentina (bandiera)  | D     | Brian Lluy               |
| 9  | Grecia (bandiera)     | A     | Nikolaos Vergos          |
| 10 | Portogallo (bandiera) | C     | Helder Barbosa           |
| 11 | Uruguay (bandiera)    | C     | Jorge Díaz (capitano)    |
| 13 | Canada (bandiera)     | D     | Derek Cornelius          |
| 14 | Portogallo (bandiera) | C     | Frederico Duarte         |
| 18 | Grecia (bandiera)     | C     | Christos Belevonis       |
| 19 | Georgia (bandiera)    | A     | Levan Shengelia          |

| N. |                         | Ruolo | Calciatore              |
| -- | ----------------------- | ----- | ----------------------- |
| 20 | Honduras (bandiera)     | C     | Deybi Flores            |
| 21 | Argentina (bandiera)    | D     | Elías Pereyra           |
| 22 | Grecia (bandiera)       | P     | Nikos Melissas          |
| 24 | Grecia (bandiera)       | C     | Dimitrios Fytopoulos    |
| 25 | Sierra Leone (bandiera) | A     | Jonathan Morsay         |
| 26 | Grecia (bandiera)       | P     | Michalis Pardalos       |
| 30 | Argentina (bandiera)    | C     | Javier Mendoza          |
| 35 | Grecia (bandiera)       | D     | Vasilios Skiadis        |
| 37 | Grecia (bandiera)       | C     | Angelos Tsingaras       |
| 41 | Grecia (bandiera)       | C     | Stathis Belevonis       |
| 45 | Grecia (bandiera)       | D     | Gerasimos Bakadimas     |
| 47 | Grecia (bandiera)       | D     | Alexandros Malis        |
| 54 | Grecia (bandiera)       | D     | Giorgos Liavas          |
| 98 | Grecia (bandiera)       | D     | Aristotelīs Karasalidīs |